# Новоспасское (Хвалынский район)
Новоспасское — упразднённое село в Хвалынском районе Саратовской области России. До упразднения уездно-губернского деления (1929) волостной центр Новоспасской (Ново-Спасской) волости в составе Хвалынского уезда Саратовской губернии.
В настоящее время урочище, где сохранилось здание Спасо-Преображенского храма, кладбище.

## Топоним
Владельческое село Новоспасское известно также как Ново-Спасское, Новопавловка.

## География
Новоспасское располагалось на правом берегу Терешки в 200 километрах от Саратова и 30 километрах от Хвалынска.

## История
Село принадлежало князю Оболенскому и являлось центром одноимённой волости, включавшей в себя ещё два села, шесть деревень и четыре хутора.
В селе имелись церковь и открывшаяся в 1888 году церковно-приходская школа.
После революции в Новоспасском был сформирован колхоз имени В. И. Ленина, обслуживавшийся МТС села Благодатное.
Исчезло Новоспасское в конце 1960-х годов. Все жилые и хозяйственные постройки были снесены, земля была распахана и засеяна.

## Население
По данным переписи 1862 года в Новоспасском проживало 265 человек. В начале XX века численность населения достигла 355 жителей (из них 342 — приписные), всего 57 хозяйств. По национальному составу и вероисповеданию — русские, православные.

## Известные уроженцы, жители
С 1892 по 1899 годы священником в Новоспасском служил будущий новомученик иерей В. Т. Пиксанов, расстрелянный в 1918 году.

## Инфраструктура
Сохранилось здание храма. Частично уцелели его настенные росписи, на колокольне в начале 2000-х годов неизвестными установлен крест.

## Достопримечательности
Каменная Спасо-Преображенская церковь в Новоспасском была построена в 1843 году тщанием князя Н. А. Оболенского и является старейшей сохранившейся на территории Хвалынского района. Церковь была тёплой, с колокольней и престолом во имя Преображения Господня. Приход составлял вместе с приписанными деревнями Варваровкой, Русской Карагужей, Ново-Никольским и хуторами Елшанским и Старо-Лебежайским 2434 человека. В 1890 году при церкви было открыто церковно-приходское попечительство. Советской властью храм был закрыт и переоборудован под склад, а после расформирования колхоза и исчезновения села заброшен.

## Транспорт
В XIX веке проходил  к востоку от села почтовый тракт Хвалынск — Сызрань.

## Фотогалерея

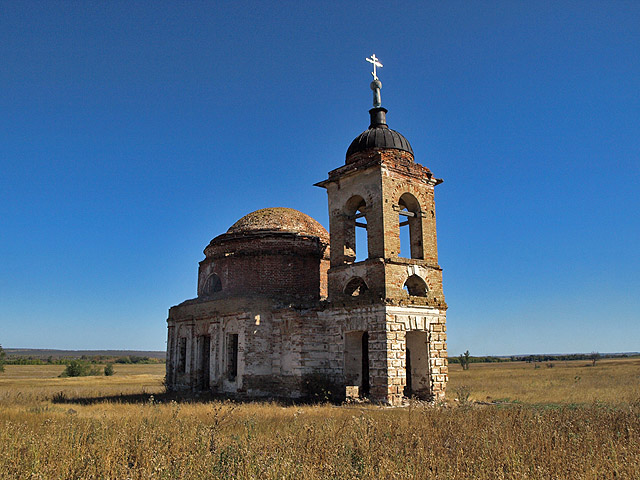
Спасо-Преображенская церковь
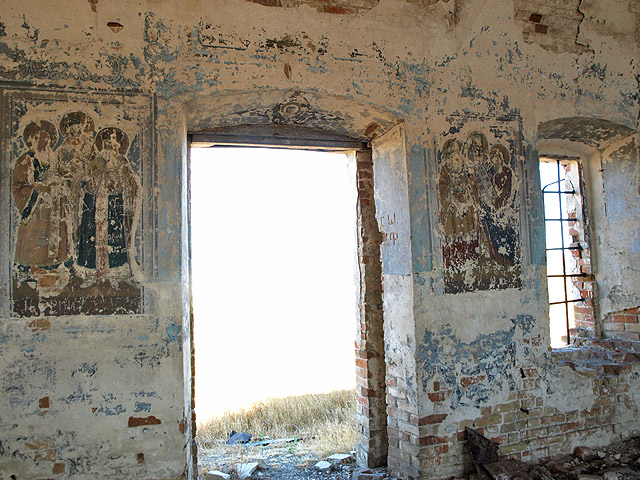
Сохранившаяся роспись на стенах церкви
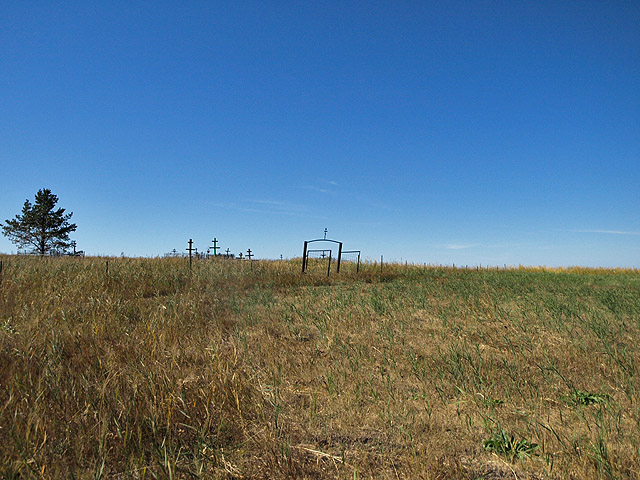
Кладбище
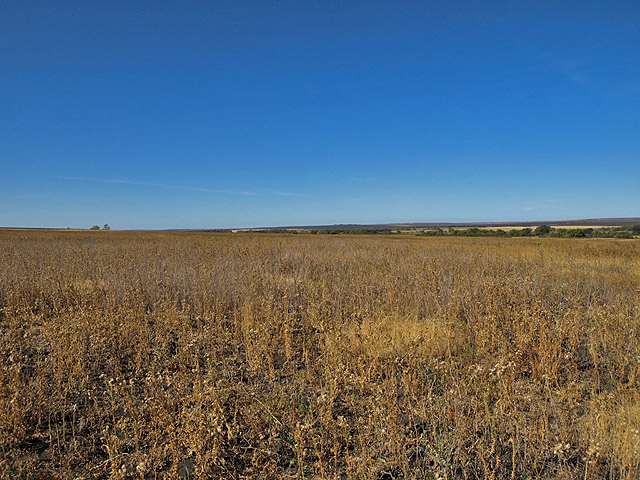
Поля на месте Новоспасского